# Leichtathletik-Europameisterschaften 1950/Weitsprung der Männer

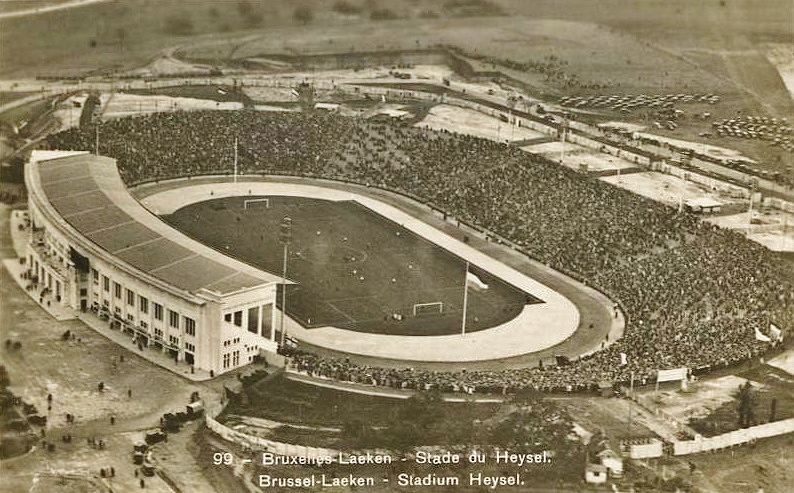
Das Brüsseler Heysel-Stadion in einer Luftaufnahme von 1935

Der Weitsprung der Männer bei den Leichtathletik-Europameisterschaften 1950 wurde am 25. und 26. August 1950 im Heysel-Stadion der belgischen Hauptstadt Brüssel ausgetragen.
Es siegte der Isländer Torfi Bryngeirsson. Vizeeuropameister wurde der Niederländer Gerard Wessels. Bronze ging an den Tschechoslowaken Jaroslav Fikejz.

## Bestehende Rekorde
| Weltrekord           | 8,13 m | Jesse Owens     | Ann Arbor, USA       | 25. Mai 1935      |
| Europarekord         | 7,90 m | Luz Long        | Berlin, Deutschland  | 1. August 1937    |
| Meisterschaftsrekord | 7,65 m | Wilhelm Leichum | EM Paris, Frankreich | 3. September 1938 |

Der bestehende EM-Rekord wurde bei diesen Europameisterschaften nicht erreicht. Die größte Weite von 7,32 m erzielten der später viertplatzierte Portugiese Álvaro Cachulo in der Qualifikation sowie der isländische Europameister Torfi Bryngeirsson im Finale. Sie blieben damit um 33 Zentimeter unter dem bestehenden Meisterschaftsrekord. Zum Europarekord fehlten ihnen 58 und zum Weltrekord 81 Zentimeter.

## Qualifikation
25. August 1950, 10.30 Uhr
Die siebzehn Teilnehmer traten zu einer gemeinsamen Qualifikationsrunde an. Die besten neun von ihnen (hellblau unterlegt) qualifizierten sich für das Finale.

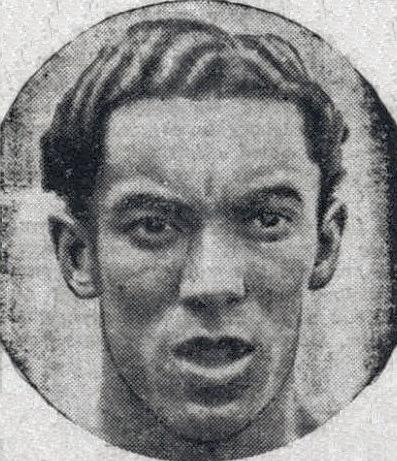
René Valmy, Mitglied der französischen 4-mal-100-Meter-Staffel, die 1946 EM-Silber gewann, scheiterte in der Qualifikation

| Platz | Name               | Nation           | Weite (m) |
| ----- | ------------------ | ---------------- | --------- |
| 1     | Álvaro Cachulo     | Portugal         | 7,32      |
| 2     | Paul Faucher       | Frankreich       | 7,22      |
| 3     | Torfi Bryngeirsson | Island           | 7,20      |
| 4     | Gerard Wessels     | Niederlande      | 7,17      |
| 5     | Jaroslav Fikejz    | Tschechoslowakei | 7,10      |
| 6     | Fred Hammer        | Luxemburg        | 7,02      |
| 7     | Rune Nilsen        | Norwegen         | 7,00      |
| 8     | Harry Whittle      | Großbritannien   | 7,00      |
| 9     | Boris Brnad        | Jugoslawien      | 6.96      |
| 10    | Walter Lombardi    | Italien          | 6.95      |
| 11    | Pierre Knepper     | Luxemburg        | 6.92      |
| 12    | Felix Würth        | Österreich       | 6.86      |
| 13    | Luis García        | Portugal         | 6.78      |
| 14    | René Valmy         | Frankreich       | 6.72      |
| 15    | Harry Askew        | Großbritannien   | 6.69      |
| 16    | René Libert        | Belgien          | 6.47      |
| 17    | Raymond Driesen    | Belgien          | 6.20      |

## Finale
26. August 1950
| Platz | Name               | Nation           | Weite (m) |
| ----- | ------------------ | ---------------- | --------- |
| 1     | Torfi Bryngeirsson | Island           | 7,32      |
| 2     | Gerard Wessels     | Niederlande      | 7,22      |
| 3     | Jaroslav Fikejz    | Tschechoslowakei | 7,20      |
| 4     | Álvaro Cachulo     | Portugal         | 7,00      |
| 5     | Rune Nilsen        | Norwegen         | 6,96      |
| 6     | Fred Hammer        | Luxemburg        | 6,92      |
| 7     | Paul Faucher       | Frankreich       | 6,81      |
| 8     | Boris Brnad        | Jugoslawien      | 6,52      |
| DNS   | Harry Whittle      | Großbritannien   |           |